# Laterallus spiloptera
La schiribilla alimacchiate o schiribilla alipunteggiate (Laterallus spiloptera (Durnford, 1877)) è un uccello della famiglia dei Rallidi originario delle regioni sud-orientali del Sudamerica.

## Descrizione
Con una lunghezza di 14-15 cm, la schiribilla alipunteggiate è un rallide molto piccolo, dalla sommità della testa di colore nerastro; le regioni superiori sono di colore marrone-oliva scuro, striate di nero; delle sottili strisce bianche sono presenti sulle copritrici delle ali, e macchie dello stesso colore si trovano sulle remiganti e sulla coda; i lati della testa e le regioni inferiori sono grigio-ardesia scuro; la parte bassa dei fianchi e il sottocoda sono neri striati di bianco. L'iride è rossa, il becco nerastro e le zampe di colore marroncino scuro. I sessi sono simili.

## Distribuzione e habitat
La schiribilla alipunteggiate occupa un areale poco esteso, circoscritto all'Uruguay meridionale, all'Argentina settentrionale e al Brasile sud-orientale.
Si incontra nelle pozze temporanee e in quelle di marea, nelle paludi, nei prati umidi e nelle praterie, sia umide che aride. In Argentina è presente nelle zone dominate dalla graminacea Spartina densiflora (alta fino a 70 cm), tipica delle paludi salmastre. Vive anche nelle praterie umide di Spartina, Juncus acutus e Paspalum.

## Biologia
Le abitudini di questa specie sono quasi del tutto sconosciute.
Si nutre di insetti, semi e piante acquatiche.
Le abitudini riproduttive non sono state studiate.

## Conservazione
La IUCN Red List classifica Laterallus spiloptera come specie vulnerabile. Gli studiosi stimano la popolazione esistente tra i 2000 e i 10.000 esemplari. Sembra essere in diminuzione, a causa del prosciugamento delle zone umide per fare spazio a terreni agricoli e dell'impiego delle praterie come terreno da pascolo.